# Hor I
Hor I fou un faraó de la dinastia XIII d'Egipte. El seu nom de tron es tradueix per «Re ajuda el cor».
La seva tomba es va trobar a Hawara el 1894, al nord de la piràmide d'Amenemhet III. És una petita tomba que tenia l'interior una estàtua de fusta del faraó d'1,7 metres avui al Museu d'Antiguitats Egípcies del Caire. La tomba, que era intacta, tenia a l'interior la mòmia del faraó a un sarcòfag de fusta, i algun objectes funeraris. L'esculptura de fusta és una obra mestra ben conservada. Representa l'estàtua Ka del rei Hor I (Awibre), marcada pel signe jeroglífic Ka i dos braços aixecats damunt el cap.
El seu regnat fou breu probablement menys de dos anys.